# 카트린 드 랑부예
랑부예 후작부인(La marquise de Rambouillet)은 1588년 12월 13일 로마에서 카트린 드 비본이라는 출생명으로 태어나, 1665년 12월 2일 파리에서 사망한 17세기 프랑스의 귀족 여성이다. 파리 생토마뒤루브르로(路)에 위치한 오텔 드 랑부예에서 처음으로 살롱을 연 것으로 유명하다.
피사니 후작 장 드 비본 (주이탈리아 및 에스파냐 대사)와 로마 고관 귀족 가문의 줄리아 사벨리의 딸로 카트린 드 랑부예는 로마에서 태어났다. 카트린의 어머니는 그녀가 교양있는 아버지 친구들의 대화에 참여하게 하는 등, 대화로 가득한 환경에서 자라났다.
오텔 드 랑부예의 단골 가운데 언급할만한 이들로는
- 프랑수아 드 말레르브
- 조르주 드 스퀴데리
- 장 오지예 드 공보
- 피에르 코르네유
- 라파예트 부인
- 세비녜 부인
- 뱅상 브와튀르

등이 있다.